# Цубота Кадзумі
Цубота Кадзумі (яп. 坪田 和美, нар. 23 січня 1956, Наґасакі —) — японський футболіст, що грав на позиції воротаря.

## Клубна кар'єра
Грав за команду Янмар Дизель.

## Виступи за збірну
Дебютував 1981 року в офіційних матчах у складі національної збірної Японії. У формі головної команди країни зіграв 7 матчів.

## Статистика
Статистика виступів у національній збірній.
| Збірна Японії | Збірна Японії | Збірна Японії |
| Роки          | Ігри          | голи          |
| ------------- | ------------- | ------------- |
| 1981          | 5             | 0             |
| 1982          | 0             | 0             |
| 1983          | 1             | 0             |
| 1984          | 1             | 0             |
| Усього        | 7             | 0             |